# Borzya
Huyện Borzya (tiếng Nga: ? райо́н) là một huyện hành chính tự quản (raion), của Vùng Zabaykalsky, Nga. Huyện có diện tích 40 km². Trung tâm của huyện đóng ở Borzya.

## Địa lý

### Khí hậu
| Dữ liệu khí hậu của Borzya              | Dữ liệu khí hậu của Borzya | Dữ liệu khí hậu của Borzya | Dữ liệu khí hậu của Borzya | Dữ liệu khí hậu của Borzya | Dữ liệu khí hậu của Borzya | Dữ liệu khí hậu của Borzya | Dữ liệu khí hậu của Borzya | Dữ liệu khí hậu của Borzya | Dữ liệu khí hậu của Borzya | Dữ liệu khí hậu của Borzya | Dữ liệu khí hậu của Borzya | Dữ liệu khí hậu của Borzya | Dữ liệu khí hậu của Borzya |
| Tháng                                   | 1                          | 2                          | 3                          | 4                          | 5                          | 6                          | 7                          | 8                          | 9                          | 10                         | 11                         | 12                         | Năm                        |
| --------------------------------------- | -------------------------- | -------------------------- | -------------------------- | -------------------------- | -------------------------- | -------------------------- | -------------------------- | -------------------------- | -------------------------- | -------------------------- | -------------------------- | -------------------------- | -------------------------- |
| Cao kỉ lục °C (°F)                      | −2.5 (27.5)                | 7.1 (44.8)                 | 18.1 (64.6)                | 30.1 (86.2)                | 37.2 (99.0)                | 41.4 (106.5)               | 40.3 (104.5)               | 39.3 (102.7)               | 34.4 (93.9)                | 25.8 (78.4)                | 12.3 (54.1)                | 4.4 (39.9)                 | 41.4 (106.5)               |
| Trung bình ngày tối đa °C (°F)          | −18.4 (−1.1)               | −12.2 (10.0)               | −2.2 (28.0)                | 9.2 (48.6)                 | 18.0 (64.4)                | 24.3 (75.7)                | 26.0 (78.8)                | 23.7 (74.7)                | 17.0 (62.6)                | 7.2 (45.0)                 | −5.9 (21.4)                | −15.8 (3.6)                | 5.9 (42.6)                 |
| Trung bình ngày °C (°F)                 | −25.8 (−14.4)              | −20.9 (−5.6)               | −10.5 (13.1)               | 1.7 (35.1)                 | 9.8 (49.6)                 | 16.8 (62.2)                | 19.4 (66.9)                | 17.1 (62.8)                | 9.6 (49.3)                 | 0.0 (32.0)                 | −12.8 (9.0)                | −22.8 (−9.0)               | −1.5 (29.3)                |
| Tối thiểu trung bình ngày °C (°F)       | −33.2 (−27.8)              | −29.5 (−21.1)              | −18.8 (−1.8)               | −5.9 (21.4)                | 1.6 (34.9)                 | 9.2 (48.6)                 | 12.8 (55.0)                | 10.4 (50.7)                | 2.3 (36.1)                 | −7.1 (19.2)                | −19.8 (−3.6)               | −29.8 (−21.6)              | −9.0 (15.8)                |
| Thấp kỉ lục °C (°F)                     | −47.2 (−53.0)              | −49.0 (−56.2)              | −38.2 (−36.8)              | −23.0 (−9.4)               | −11.9 (10.6)               | −4.3 (24.3)                | 1.7 (35.1)                 | −2.8 (27.0)                | −13.8 (7.2)                | −26.4 (−15.5)              | −41.1 (−42.0)              | −45.7 (−50.3)              | −49.0 (−56.2)              |
| Lượng Giáng thủy trung bình mm (inches) | 2.8 (0.11)                 | 2.4 (0.09)                 | 3.6 (0.14)                 | 10.7 (0.42)                | 18.6 (0.73)                | 52.3 (2.06)                | 85.3 (3.36)                | 67.0 (2.64)                | 33.6 (1.32)                | 8.1 (0.32)                 | 5.3 (0.21)                 | 4.6 (0.18)                 | 294.3 (11.59)              |
| Nguồn: Борзя - meteolabs.ru             |                            |                            |                            |                            |                            |                            |                            |                            |                            |                            |                            |                            |                            |